# Kurnool
Kurnool ou Karnoul est une ville de l'État d'Andhra Pradesh, en Inde.
Karnoul était la capitale d'une principauté indépendante, dont les Anglais sont devenus maîtres en 1815. Après l'indépendance, elle a été ensuite le chef-lieu de l'État d'Andhra, un État formé par le démembrement de l'État de Madras (Tamil Nadu actuel) et intégré en 1953 dans l'Andhra Pradesh.